# ウィニエン・ガブリエル
- ウィニエン・ゲイブリエル

ウィニエン・ガブリエル（Wenyen Gabriel, 1997年3月26日 - ）は、南スーダンのプロバスケットボール選手。スーダンのハルツーム州ハルツーム出身。ポジションはパワーフォワードまたはセンター。

## 経歴

### 生い立ち
スーダンのハルツームに生まれたが、生後2週間で第二次スーダン内戦の被害を避けるためにエジプトのカイロへ移住。その2年後に南スーダン人が多く住むアメリカ合衆国のニューハンプシャー州マンチェスターへ移住し、以降はアメリカに定住した。

### カレッジ
ケンタッキー大学で2年間プレーし、2018年のNBAドラフトにアーリーエントリーした。

### サクラメント・キングス
ドラフトではどこからも指名されなかった。ドラフト後のサマーリーグにサクラメント・キングスの一員として参加し、2018年7月31日にキングスとツーウェイ契約を結んだ。
1年目の2018-19シーズンはGリーグのストックトン・キングスでプレーし、NBAでの出場はなかった。
2019-20シーズン開幕前にキングスと正式契約を結んだ。

### ポートランド・トレイルブレイザーズ
2020年1月20日にケント・ベイズモア、アンソニー・トリバー、2つのドラフト2巡目指名権とのトレードで、トレバー・アリーザ、ケイレブ・スワニガンと共にポートランド・トレイルブレイザーズへ移籍した。

### ニューオーリンズ・ペリカンズ
2020年11月30日にニューオーリンズ・ペリカンズと2年契約を結んだ。
2021-22シーズン開幕直前にペリカンズから解雇された。

### ウィスコンシン・ハード
2021年10月にGリーグのウィスコンシン・ハードと契約した。

### ブルックリン・ネッツ
2021年12月21日にブルックリン・ネッツと10日間契約を結んだ。

### ロサンゼルス・クリッパーズ
2021年12月31日にロサンゼルス・クリッパーズと10日間契約を結んだ。2022年1月11日に2度目の10日間契約を結んだ。

### ウィスコンシン復帰
2022年1月21日にGリーグのウィスコンシンと再び契約した。29日に古巣のペリカンズと10日間契約を結んだが、1試合も出場することなく契約が満了し、2月8日に再びウィスコンシンと契約した。

### ロサンゼルス・レイカーズ
2022年3月1日にロサンゼルス・レイカーズとツーウェイ契約を結んだ。4月8日に正式契約を結んだ。
2023年10月3日にボストン・セルティックスとの契約に合意したが、同月20日に解雇された。

### 2度目のウィスコンシン復帰
2023年10月30日にGリーグのウィスコンシンと3度目の契約をした。

### メンフィス・グリズリーズ
2024年3月8日にメンフィス・グリズリーズと10日間契約を結んだ。

### 国外でのキャリア(2024-)
2024年7月10日、ユーロリーグとイスラエル・バスケットボール・プレミアリーグに所属するマッカビ・テルアビブBCへ1年契約(プラス2年目のオプション付き)で加入すると発表された。
2025年7月7日、ユーロリーグとBBLに所属するバイエルン・ミュンヘンへの加入が発表された。契約期間は2年。

## 人物
ファーストネームの「Wenyen（ウィニエン）」はディンカ語で「涙をぬぐう」という意味で、自身の1年前に生まれた姉が生後間も無く死亡したことから名付けられた。
アメリカ国籍も取得しているが、母国はあくまでも南スーダンであると考えている。

## 代表チームでの経歴
南スーダン代表として2023年FIBAバスケットボール・ワールドカップとパリオリンピックに出場している。

## 個人成績

### NBA

#### レギュラーシーズン
| シーズン | チーム | GP  | GS | MPG  | FG%  | 3P%  | FT%  | RPG | APG | SPG | BPG | PPG |
| -------- | ------ | --- | -- | ---- | ---- | ---- | ---- | --- | --- | --- | --- | --- |
| 2019–20  | SAC    | 11  | 0  | 5.5  | .353 | .125 | .600 | .9  | .3  | .3  | .2  | 1.7 |
| 2019–20  | POR    | 19  | 1  | 9.2  | .484 | .417 | .750 | 2.2 | .3  | .4  | .3  | 2.7 |
| 2020–21  | NOP    | 21  | 0  | 11.5 | .400 | .406 | .647 | 2.6 | .5  | .4  | .4  | 3.4 |
| 2021–22  | BKN    | 1   | 0  | 1.0  | ---  | ---  | ---  | 1.0 | .0  | .0  | .0  | .0  |
| 2021–22  | LAC    | 6   | 0  | 7.7  | .385 | .400 | .500 | 2.3 | .3  | .2  | .3  | 2.3 |
| 2021–22  | LAL    | 19  | 5  | 16.4 | .505 | .261 | .605 | 4.3 | .6  | .2  | .5  | 6.7 |
| 2022–23  | LAL    | 68  | 2  | 15.1 | .596 | .278 | .619 | 4.2 | .5  | .4  | .5  | 5.5 |
| 2023–24  | MEN    | 5   | 0  | 16.2 | .364 | .167 | .000 | 5.0 | .6  | .4  | .4  | 3.4 |
| 通算     | 通算   | 150 | 8  | 12.9 | .524 | .311 | .606 | 3.4 | .5  | .4  | .4  | 4.4 |

#### プレーオフ
| シーズン | チーム | GP | GS | MPG  | FG%  | 3P%  | FT%  | RPG | APG | SPG | BPG | PPG |
| -------- | ------ | -- | -- | ---- | ---- | ---- | ---- | --- | --- | --- | --- | --- |
| 2020     | POR    | 4  | 2  | 13.3 | .600 | .400 | .500 | 2.5 | 1.0 | .5  | .5  | 5.3 |
| 2023     | LAL    | 10 | 0  | 3.7  | .400 | ---  | .667 | .9  | .0  | .2  | .3  | 1.0 |
| 通算     | 通算   | 14 | 2  | 6.4  | .520 | .400 | .600 | 1.4 | .3  | .3  | .4  | 2.2 |